# РПК-16
РПК-16 (Ручной пулемёт Калашникова образца 2016 года) — российский ручной пулемёт.  Пулемёт отрабатывался как потенциальная замена ручному пулемету Калашникова РПК-74, как в обычных войсках, так и в подразделениях специального назначения. Оружие спроектировано на базе решений, полученных в ходе опытно-конструкторских работ над автоматом АК-12 и ручным пулемётом РПК-400. 

## История
Являлся инициативной разработкой концерна «Калашников» в рамках ОКР «Кипчак», впервые был представлен на форуме «Армия-2016».
В начале января 2018 года было объявлено, что опытная партия пулемётов будет передана в скором времени Министерству обороны для опытно-войсковых испытаний.
В феврале 2018 года гендиректор концерна «Калашников» Алексей Криворучко объявил, что МО РФ подписало контракт на серийные поставки пулемёта РПК-16.
По заявлению Минобороны, в феврале 2019 года ограниченные партии пулемета РПК-16 начали поступать для опытной эксплуатации в Московское высшее общевойсковое командное училище.
По состоянию на 2024 год все работы над пулемётом прекращены.

## Описание
По заданию заказчика, РПК-16 разрабатывался как отечественный аналог зарубежных пулемётов калибра 5,56 × 45 мм M249 и FN Minimi, которые сочетают в себе высокую огневую мощь при достаточной мобильности, имеют возможность быстрой смены ствола и используют для стрельбы как металлическую ленту, так и коробчатые магазины. Однако, разработчики РПК-16 отказались от двойного питания, оставив возможность использовать совместимые с АК-74 / РПК-74 магазины.
РПК-16 имеет компоновку, аналогичную АК-12 но с улучшенной эргономикой. Вес пулемёта около 4,5 кг. Также пулемёт сохранил классическую газоотводную конструкцию Калашникова с длинным ходом поршня, обеспечивающую высокую надёжность. Обладая низким коэффициентом отдачи, РПК-16 имеет высокую кучность стрельбы и заметно превосходит по огневой мощи РПК-74. Его скорострельность составляет до 700 выстрелов в минуту. Стрельба ведется с закрытого затвора одиночными выстрелами, либо очередями.
Съемная крышка ствольной коробки имеет новую конструкцию. Ствольная коробка штампованная из стального листа толщиной 1,5 мм, в отличие от автоматов АК-100-й серии, у которых толщина составляет 1 мм. Так как передний вкладыш ствольной коробки более массивный, чем стандартный у АК, то с боков над окном для магазина имеются выпуклые продольные рёбра жёсткости. Дульный тормоз имеет конструкцию, аналогичную АК-400.

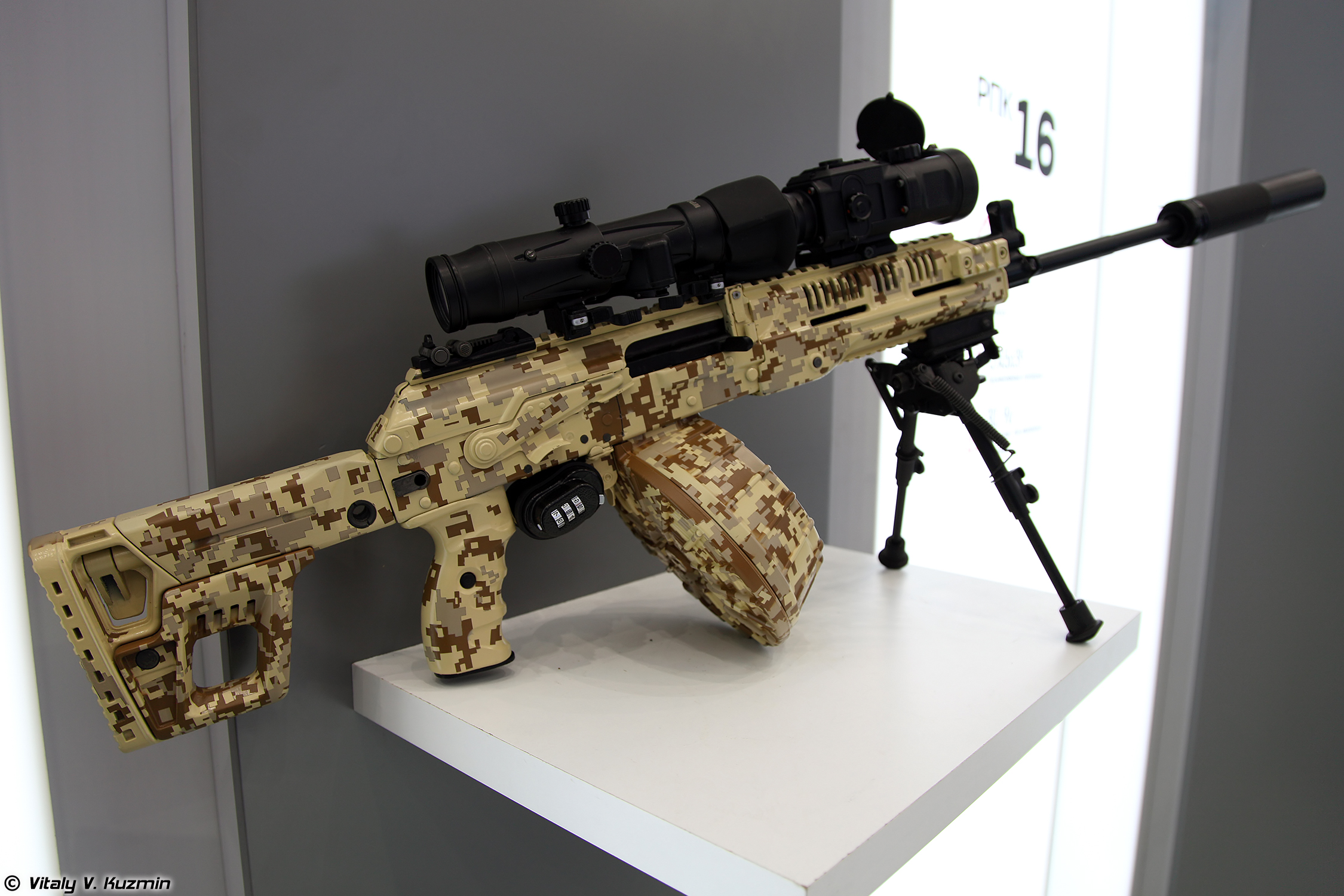
РПК-16 на выставке «Армия-2016»

Сменный ствол даёт возможность использовать РПК-16 в различных тактических задачах: пулемёт с длинным стволом используется для ведения общевойскового боя в любых условиях как групповое оружие поддержки и поражения, а с коротким может использоваться как индивидуальный «штурмовой автомат» для проведения спецопераций, том числе в условиях города — в такой комплектации РПК-16 весит примерно на килограмм больше, чем автомат АК-12. Стрелок самостоятельно может произвести замену ствола, которая занимает несколько минут, и обходится без применения специальных приспособлений. Фиксация ствола в ствольной коробке осуществляется поперечным клином. Для проведения специальных операций пулемёт может комплектоваться быстросъемным глушителем. Приклад пулемёта складной, четырёхпозиционный телескопический, складывается влево. Диапазон регулировок позволяет настроить его под стрелка с любой биометрией[чем?].
Благодаря направляющим планкам типа Пикатинни на цевье сверху и снизу на оружие может быстро устанавливаться любое необходимое дополнительное оборудование, в том числе любые современные прицельные комплексы. Сочетание оптического прицела переключаемой кратности 1П86-1 и тяжелого ствола позволяет использовать РПК-16 для поражения цели на дистанциях до 500 метров одиночными выстрелами. Также предусмотрена возможность установки дополнительных съемных планок Пикатинни на цевьё слева и справа.
Пулемёт мог комплектоваться складной двуногой сошкой.

## Технические характеристики
- Калибр: 5,45 × 39
- Вес: 4,0 кг (с коротким стволом, без магазина, сошек и прицела)
- Длина оружия:
  - с коротким стволом: 900 мм (656 со сложенным прикладом)
  - с длинным стволом: 1106 мм (861 со сложенным прикладом)
- Длина ствола:
  - короткий ствол: 415 мм
  - длинный ствол: 580 мм
- Темп стрельбы: 700 выстрелов в минуту